# مايك كارمودي
مايك كارمودي (بالإنجليزية: Mick Carmody)‏ هو لاعب كرة قدم بريطاني في مركز الوسط، ولد في 2 سبتمبر 1966 في هدرسفيلد في المملكة المتحدة. لعب مع أشتون يونايتد ونادي ألترينتشام ونادي ترانمير روفرز وهدرسفيلد تاون.